# Pietro Barilla (imprenditore 1845)
Pietro Barilla (Parma, 3 maggio 1845 – Parma, 17 agosto 1912) è stato un imprenditore italiano, pioniere dell'industria alimentare per la produzione del pane e della pasta e fondatore dell'azienda Barilla.

## Biografia
Era il sesto dei dieci figli di Ferdinando Barilla e di Angela Julia Lanati.
Discendente di una famiglia di panettieri documentata a partire dal 1576, nel 1877 aprì una bottega di fornaio in strada Vittorio Emanuele II a Parma (attualmente strada della Repubblica) per la produzione di pasta e pane. Nel 1891 tentò di ampliare l'attività aprendo un'altra bottega, ma non ebbe successo e fallì nel 1894. 
Deciso e ambizioso, Barilla tentò nuovamente di trasformare la sua bottega in una vera e propria azienda. Il tentativo riuscì, la ditta si ingrandì, tanto che nel 1905 arrivò a produrre 25 quintali di pane e pasta al giorno. Nel 1908 Barilla costruì un capannone in zona Barriera Vittorio Emanuele (attualmente viale Barilla), dotandolo di un forno industriale e trasferendovi nel 1910 l'intera attività. Sempre in quegli anni Pietro Barilla prese parte all'Esposizione Internazionale dell'Industria Moderna, tenutasi a Roma, dove presentò i suoi prodotti.
Morì nel 1912 e la conduzione dell'azienda passò ai figli Gualtiero (1881-1919) e Riccardo (1880-1947).